# Plakina corticioides
Plakina corticioides är en svampdjursart som beskrevs av Vacelet, Vasseur och Claude Lévi 1976. Plakina corticioides ingår i släktet Plakina och familjen Plakinidae.
Artens utbredningsområde är havet kring Madagaskar. Inga underarter finns listade i Catalogue of Life.